# 9ª Brigata artiglieria delle guardie "Kielce-Berlino"
La 9ª Brigata artiglieria delle guardie "Kielce-Berlino" (in russo 9-я гвардейская артиллерийская Келецко-Берлинская бригада?, 9-ja gvardejskaja artillerijskaja Kelecko-Berlinskaja brigada, unità militare 02561) è un'unità di artiglieria delle Forze terrestri russe, subordinata alla 6ª Armata combinata del Distretto militare di Leningrado e con base a Luga.

## Storia

### Unione Sovietica
L'unità venne costituita dall'Armata Rossa il 1 ottobre 1944 come 200ª Brigata artiglieria leggera presso Sandomierz. Entrò in azione per la prima volta durante l'Operazione Vistola-Oder il 12 gennaio 1945, combattendo nell'area di Szydłów come parte della 4ª Armata corazzata delle guardie. Il 19 febbraio venne insignita del titolo onorifico di "Keleckaja" per essersi distinta durante la battaglia per la conquista della città polacca. Successivamente sostenne l'attraversamento dell'Oder da parte delle truppe sovietiche. Fra febbraio e marzo partecipò alle due offensive della Slesia, contribuendo alla distruzione di un raggruppamento di forze nemico a Opole. Il 4 aprile 1945 venne promossa a unità delle guardie, diventando la 71ª Brigata artiglieria leggera delle guardie. In seguito la brigata prese parte agli scontri per la conquista di Nysa, ottenendo per questa azione l'Ordine di Bogdan Chmel'nyc'kyj di II Classe il 26 aprile 1945. Combatté anche nella battaglia di Berlino, venendo premiata con l'Ordine di Kutuzov di II Classe il 28 maggio e con il titolo onorifico di "Berlinskaja" il 14 giugno 1945. La sua ultima azione durante la seconda guerra mondiale fu l'offensiva di Praga.
Dopo la fine della guerra la brigata rimase di stanza a Bernau bei Berlin. Nel novembre 1954 le furono assegnati due nuovi reggimenti, dai quali ereditò le onorificenze dell'Ordine di Aleksandr Nevskij e dell'Ordine della Stella rossa. Nel 1960 venne riorganizzata come 113º Reggimento artiglieria campale delle guardie (unità militare 50346) e trasferita a Jüterbog. Il 30 settembre 1981 tornò ad essere una brigata, diventando la 387ª Brigata artiglieria delle guardie.

### Federazione Russa
In seguito alla dissoluzione dell'Unione Sovietica l'unità venne trasferita a Luga nel maggio 1992. A novembre 1993 venne fusa con la 289ª Brigata artiglieria pesante, e divenne così l'attuale 9ª Brigata artiglieria delle guardie.
La brigata ha preso parte all'invasione russa dell'Ucraina del 2022, venendo schierata nell'oblast' di Charkiv fino alla controffensiva ucraina del settembre 2022. Nel corso del 2023 ha continuato a operare nel settore a nord di Kup"jans'k, mantenendo base a Belgorod.